# Лук дарвазский
Лук дарвазский (лат. Allium darwasicum) — многолетнее травянистое растение, вид рода Лук (Allium) семейства Луковые (Alliaceae).

## Распространение и экология
В природе ареал вида охватывает юго-восточные районы Памиро-Алая. Эндемик.
Произрастает на мягких склонах в среднем и верхнем поясе гор.

## Ботаническое описание
Луковица шаровидная, диаметром 1—2 см; оболочки сероватые, бумагообразные. Стебель высотой 20—30 см, ребристый.
Листья в числе одного—двух, шириной 0,4—2 см, линейные или узколинейные, по краю шероховатые, примерно равны стеблю.
Чехол немного или в полтора раза короче зонтика, заострённый. Зонтик пучковато-полушаровидный или полушаровидный, многоцветковый, густой. Цветоножки равные, немного короче или в половину длиннее околоцветника, при основании без прицветников. Листочки узкоколокольчатого околоцветника белые, с зеленоватой жилкой, линейно-продолговатые, острые, длиной 8—11 мм. Нити тычинок в два раза короче листочков околоцветника, на две трети между собой и с околоцветником сросшиеся, выше свободные, треугольные.
Коробочка почти шаровидная, диаметром около 5 мм.

## Таксономия
Вид Лук дарвазский входит в род Лук (Allium) семейства Луковые (Alliaceae) порядка Спаржецветные (Asparagales).
|  |                                      |  |                                                             |                                                             |                   |  | ещё 24 семейства (согласно Системе APG II) | ещё 24 семейства (согласно Системе APG II) |                     |  |  |  | ещё более 870 видов |
|  |                                      |  |                                                             |                                                             |                   |  | ещё 24 семейства (согласно Системе APG II) | ещё 24 семейства (согласно Системе APG II) |                     |  |  |  | ещё более 870 видов |
|  |                                      |  |                                                             | порядок Спаржецветные                                       |                   |  |                                            |                                            | род Лук             |  |  |  |                     |
|  |                                      |  |                                                             | порядок Спаржецветные                                       |                   |  |                                            |                                            | род Лук             |  |  |  |                     |
|  | отдел Цветковые, или Покрытосеменные |  |                                                             |                                                             | семейство Луковые |  |                                            |                                            | вид Лук дарвазский  |  |  |  |                     |
|  | отдел Цветковые, или Покрытосеменные |  |                                                             |                                                             | семейство Луковые |  |                                            |                                            |                     |  |  |  |                     |
|  |                                      |  | ещё 44 порядка цветковых растений (согласно Системе APG II) | ещё 44 порядка цветковых растений (согласно Системе APG II) |                   |  |                                            | ещё около 300 родов                        | ещё около 300 родов |  |  |  |                     |
|  |                                      |  |                                                             | ещё 44 порядка цветковых растений (согласно Системе APG II) |                   |  |                                            |                                            | ещё около 300 родов |  |  |  |                     |